# La ragazza senza volto
La ragazza senza volto (Frelseren) è un romanzo giallo dello scrittore norvegese Jo Nesbø, pubblicato in Norvegia nel 2005 e in Italia nel 2009 da Edizioni Piemme. È il sesto romanzo della serie Harry Hole, che prende il nome dal suo protagonista.

## Trama
La trama inizia con un flashback nel 1991, in una tenuta utilizzata per le vacanze estive da parte dei giovani dell'Esercito della Salvezza. Una ragazza di 14 anni viene violentata e non denuncia l'accaduto; al lettore non viene svelato né il nome della ragazza né quello dell'assalitore. Il mistero sulla loro identità viene mantenuto durante quasi tutto lo svolgimento della trama, che è ambientata nel 2003.  
Altri flashback intervallati ai capitoli riguardano le guerre jugoslave e in particolare battaglia di Vukovar. Come nel precedente romanzo Il pettirosso, questi intermezzi servono ad inquadrare la storia e il carattere di uno dei personaggi, in questo caso un killer su commissione.
La trama vera e propria inizia nel 2003, durante le vacanze di Natale: Stankic, il killer croato, giunge ad Oslo e spara a Robert Karlsen, un ufficiale dell'Esercito della Salvezza, durante un concerto di Natale all'aperto. A causa della sua eccezionale capacità di modificare tratti del proprio volto, nessuno riesce ad identificarlo, nonostante il delitto sia avvenuto in un luogo pubblico e alla presenza di molte persone. Il lettore, a differenza del protagonista Harry Hole e della sua squadra di investigatori, sa già chi è l'esecutore materiale dell'uccisione, ma l'identità e le ragioni del committente rimangono sconosciuti. 
Nel frattempo, il capo investigatore Bjarne Møller, storico amico e protettore di Harry, va in pensione e viene sostituito da Gunnar Hagen, che non sembra altrettanto comprensivo nei confronti del comportamento indisciplinato e dell'alcolismo di Harry.
Harry, insieme ai colleghi e fidanzati Jack Halvorsen e Beate Lønn, viene assegnato al caso Robert Karlsen. 
Le indagini si concentrano sul tentativo di trovare il killer e di identificare il mandante, e presto portano allo scoperto il conflitto tra la missione caritatevole dell'Esercito della Salvezza e gli interessi immobiliari di una delle famiglie più in vista di Oslo.

## Edizioni
- Jo Nesbø, La ragazza senza volto, Milano, Einaudi, 2015.